# Слобозија (Сирецел)
Слобозија (рум. Slobozia) насеље је у Румунији у округу Јаши у општини Сирецел. Oпштина се налази на надморској висини од 358 m.

## Становништво
Према подацима из 2011. године у насељу је живело 606 становника.